# Леман (нижний приток Камы)
Леман — река в России, протекает по Гайнскому району Пермского края. Устье реки находится в 1175 км от устья Камы по левому берегу. Длина реки составляет 88 км, площадь водосборного бассейна — 932 км².
Исток реки в восточной части Северных Увалов в 50 км к северу от посёлка Гайны. Рядом берёт начало река Тимшор. Река течёт на юг по лесному массиву, русло сильно извилистое. В нижнем течении на правом берегу посёлок Шордын. Впадает в старицу Камы известную как Леманское озеро ниже посёлка Кебраты (Кебратское сельское поселение).

## Притоки
(указано расстояние от устья)
- 19 км: река Кальциха (лв)
- ручей Мокр-Гайнский (пр)
- 24 км: река Лёль (лв)
- 26 км: река Будым (пр)
- ручей Безымянный (лв)

## Данные водного реестра
По данным государственного водного реестра России относится к Камскому бассейновому округу, водохозяйственный участок реки — Кама от истока до водомерного поста у села Бондюг, речной подбассейн реки — бассейны притоков Камы до впадения Белой. Речной бассейн реки — Кама.
Код объекта в государственном водном реестре — 10010100112111100002188.